# Коннелли, Джордж
Джордж Коннелли (род. 1 марта 1949 года в Файфе) — бывший шотландский футболист, играл за «Селтик» и «Фалкирк».

## Карьера
Коннелли был технически развитым футболистом, который мог успешно играть на любой позиции а атаке, изначально наиболее часто играл на позициях левого полузащитника и оттянутого нападающего. В марте 1966 года он подписал контракт с «Селтиком», перейдя из «Туллиаллан Джуниорс», где ещё в подростковом возрасте был известен своим хорошим контролем мяча. Многие считали, что у него есть потенциал стать игроком мирового класса — столь же влиятельным в британском футболе, как Беккенбауэр — в немецком.
Коннелли перевели в первую команду в 1968 году. Группа молодых игроков, появившихся в «Селтике» одновременно с Коннелли, стала известна как «Банда Качественной улицы», в неё входили Кенни Далглиш, Дэвид Хей, Лу Макари, Дэнни Макгрейн и Джимми Куинн.
Коннелли особенно запомнился двумя голами. Незадолго до перерыва в финале Кубка Шотландии 1969 года против «Рейнджерс» он хладнокровно обыграл Джона Грейга на краю штрафной площади, не дав капитану «Рейнджерс» отобрать мяч, обошёл вратаря и забил мяч в пустые ворота. Этот гол сделал счёт 3:0 в пользу «Селтика», а итоговый результат был 4:0. В 1970 году в матче Кубка европейских чемпионов против чемпиона Англии «Лидс Юнайтед» (матч в СМИ окрестили «футбольной Битвой за Британию») Коннелли забил гол за «Селтик» на первой минуте первого матча на выезде. «Селтик» выиграл тот матч со счётом 1:0 и одержал победу 2:1 в ответном матче дома. Таким образом клуб вышел во второй в своей истории финал Кубка европейских чемпионов, в котором проиграл «Фейеноорду» со счётом 2:1.

## Уход со спорта
Коннелли называли преемником Билли Макнилла в основе обороны «кельтов» и вероятным капитаном. Однако череда личных проблем, которые так и не были до конца выяснены, привела к тому, что он периодически пропадал из расположения клуба. После пятого подобного ухода в 1975 году он не вернулся.
В недавнем интервью он заявил, что низкая зарплата в «Селтике» может стать причиной его ухода. Томми Дохерти предложил ему подписать контракт с «Манчестер Юнайтед», но он отказался, поскольку в то время не мог сосредоточиться на футболе. Когда Дэвид Хей покинул «Селтик» в 1974 году, Коннелли уже не чувствовал себя в клубе комфортно.
За девять лет с «Селтиком» Коннелли провёл 254 матча за первую команду, забил 13 голов и сыграл два матча за сборную Шотландии в 1973 году. В 1976 году в течение трёх месяцев он играл за «Фалкирк», а затем выступал на любительском уровне. В это время он также подрабатывал таксистом.
В 2007 году издательство Black & White Publishing опубликовало книгу «Утерянная легенда „Селтика“» (англ. Celtic's Lost Legend). Книга написана в соавторстве Коннелли и Брайаном Куни и представляет собой биографический рассказ о жизни и карьере Коннелли. Книга была переиздана в 2019 году.